# تیم ملی والیبال زنان لتونی
تیم ملی والیبال زنان لتونی تیم ملی والیبال زنان کشور لتونی است.

## نتایج

### مسابقات قهرمانی اروپا
- ۱۹۹۳ — ۹ام جایگاه
- ۱۹۹۵ — ۹ام جایگاه
- ۱۹۹۷ — ۸ام جایگاه
- ۱۹۹۹ — رقابت نکرد
- ۲۰۰۱ — رقابت نکرد
- ۲۰۰۳ — رقابت نکرد
- ۲۰۰۵ — رقابت نکرد
- ۲۰۰۷ — رقابت نکرد
- ۲۰۰۹ —